# Cuori d'artificio
Cuori d'artificio è un singolo della cantautrice italiana Levante, pubblicato nel 2014 come sesto estratto dal primo album in studio Manuale distruzione.

## Tracce
Download digitale
1. Cuori d'artificio – 4:41